# Reportaż

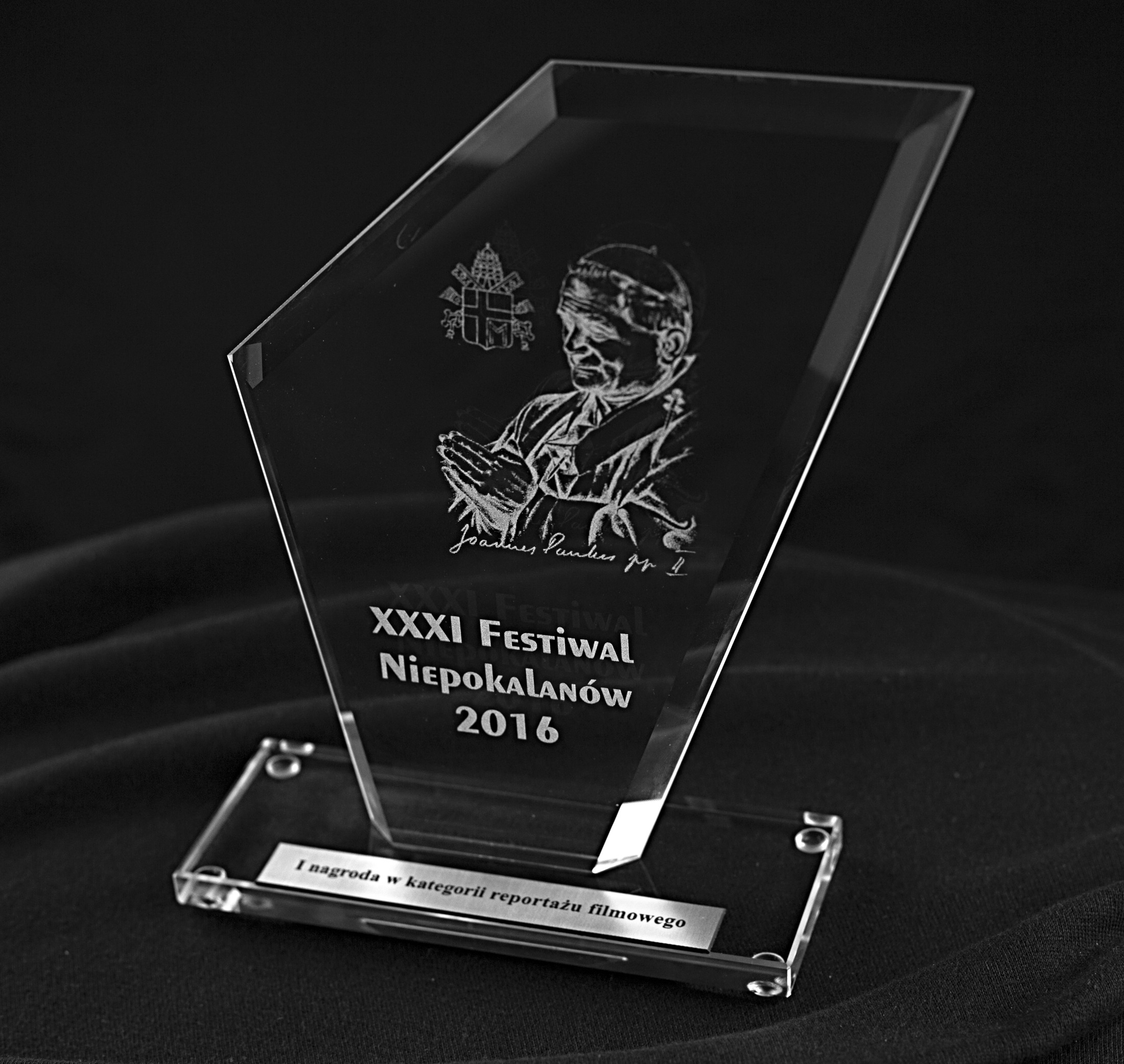
Nagroda za reportaż filmowy

Reportaż (fr. reportage) – gatunek z pogranicza publicystyki, literatury faktu i literatury pięknej (przez wczesną krytykę zwany przewrotnie „bękartem literatury pięknej i brukowej popołudniówki”).
Reportaż wykształcił się w drugiej połowie XIX w., co wiązało się z dynamicznym rozwojem prasy w tym czasie. Obejmuje utwory, które stanowią relację z określonych wydarzeń, a których naocznym świadkiem był sam autor. Ze względu na stopień autorskiego zaangażowania reportaż przybrać może formę czysto informacyjną, relacjonującą bądź też przedstawiająco-sceniczną.

## Gatunki reportażu
Ze względu na poruszaną tematykę wyróżnia się różne odmiany gatunkowe:
- społeczno-obyczajowy
- podróżniczy
- sportowy
- sądowy
- wojenny
- popularnonaukowy

## Cechy
Gatunek publicystyczno-literacki, przedstawia rzeczywiste zdarzenie i towarzyszące mu okoliczności. Autor reportażu opowiada o zdarzeniach, których był świadkiem lub których przebieg zna z relacji świadków, dokumentów lub innych źródeł. Ze względu na tematykę wyróżnia się reportaże: społeczno-obyczajowe, podróżnicze, wojenne, sądowe, polityczne, popularnonaukowe. Ze względu na formę publikacji i związane z nią środki ekspresji mówi się o reportażu literackim, radiowym, telewizyjnym, filmowym i fotoreportażu.
W zakresie sposobu prezentacji wydarzeń reportaż powinien cechować się obiektywizmem, rzetelnością i wiernością wobec przedmiotu narracji. Z drugiej strony reportaż jest subiektywny, zawiera ocenę, opinie autora na dany temat (niekiedy jedynie sugestie).
Reportaż może zawierać cytaty, wypowiedzi świadków zdarzenia, tematem reportażu może być wszystko, co przykuwa uwagę, ważni są problem i bohater. Reportaż można pisać w czasie teraźniejszym, co nadaje tempa relacji, wywołuje w czytelniku wrażenie obserwacji opisywanego wydarzenia (relacja unaoczniająca).
Mimo iż reportaż opiera się na materiale autentycznym i zasadniczo unika fikcji literackiej, to częstokroć uformowany jest na wzór epickiej fabuły, niekiedy przybierając postać wyrazistej akcji. Wybitni twórcy reportażu, prócz typowego sprawozdania, włączają doń różnorodne formy narracyjne: opis, rozbudowaną charakterystykę postaci, poetycką narrację, wspomnienie, a także wywiad, dialog.

## Reportaż na świecie
Jako odrębny gatunek wykształcił się w wieku XIX. Jednym z jego prekursorów był zamieszkały w Pradze, lecz tworzący w języku niemieckim Egon Erwin Kisch („Szalejący reporter”). Za klasyka nowoczesnego reportażu uważa się też Johna Reeda.

### Reportażyści znani na świecie
- Laurence Edmund Allen (Larry Allen) (1908–1975)
- Carl Bernstein (1944–)
- Malcolm Browne (1933–2012)
- John F. Burns (1944–)
- John Darnton (1941–)
- Gloria Emerson (1929–2004)
- Sydney Gruson (1917–1998)
- David Halberstam (1934–2007)
- William Randolph Hearst Jr. (1908–1993)
- Seymour Hersh (1937–)
- Henry Kamm (1925–)
- Joseph Kessel (1898–1979)
- Egon Erwin Kisch (1885–1948)
- Flora Lewis (1918–2002)
- Ed Murrow (1908–1965)
- John Reed (1887–1922)
- Abraham M. Rosenthal (1922–2006)
- Harrison Salisbury (1908–1993)
- Sydney Schanberg (1934–)
- Max Winter (1870–1937)
- Bob Woodward (1943–)
- Ryszard Kapuściński (1932–2007)
- Melchior Wańkowicz

## Reportaż wPolsce

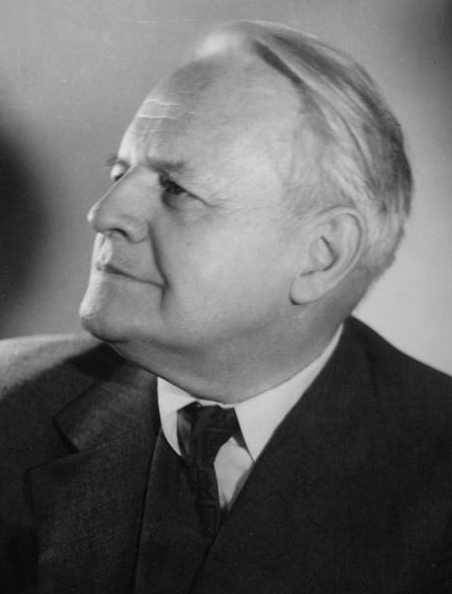
Melchior Wańkowicz

W literaturze polskiej reportaż uprawiało wielu znanych publicystów i pisarzy, ale za mistrzów gatunku uważa się: Melchiora Wańkowicza (Szczenięce lata, Na tropach Smętka), Arkadego Fiedlera (Ryby śpiewają w Ukajali, Kanada pachnąca żywicą), czy Ksawerego Pruszyńskiego (W czerwonej Hiszpanii).
Po II wojnie światowej należy wymienić: Mariana Brandysa (1912–1998, autora m.in. O królach i kapuście), Kazimierza Dziewanowskiego (1930–1998), Wiesława Górnickiego (1931–1996), Krzysztofa Kąkolewskiego (ur. 1930, autora m.in. Trzy złote za słowo, Co u pana słychać?), Józefa Kuśmierka (1927–1992, autora m.in. Uwaga człowiek), Edmunda Jana Osmańczyka (1913–1989, m.in. autora korespondencji wojennych z bitwy o Berlin, konferencji poczdamskiej oraz relacji z procesu zbrodniarzy hitlerowskich w Norymberdze), Lucjana Wolanowskiego (1920–2006, m.in. autora reportaży śledczych z „Procesu Mazurkiewicza”, książek: Klejnot korony. Reporter w Hongkongu w godzinie zarazy, Upał i gorączka. Reporter wędruje szlakiem cierpienia, Poczta do Nigdy-Nigdy. Reporter w kraju Koala i białego człowieka) i innych.
Wielu powojennych dziennikarzy i reporterów rozpoczynało swą etatową pracę zawodową, bądź publikowało cyklicznie w tygodniku „Świat” (wychodzącym w latach 1951–1969), będącym nieformalną kuźnią wielu talentów reporterskich po 1945 r.
W latach 1945–1989 obserwuje się m.in. niezwykły rozkwit „reportażu podróżniczego”, np. wydawanej przez kilkadziesiąt lat przez Wydawnictwo Iskry (pod red. Krystyny Goldbergowej i Zbigniewa Stolarka) serii książkowej „Naokoło świata” (z charakterystyczną białą okładką z paskiem; wśród autorów:  Krzysztof Baranowski, Roman Bratny, Olgierd Budrewicz, Alina i Czesław Centkiewiczowie, Witold Chromiński, Kazimierz Dziewanowski, Antonio Halik, Ryszard Kapuściński, Wacław Korabiewicz, Maciej Kuczyński, Mieczysław Lepecki, Tadeusz Piotrowski, Jerzy Ros, Zbigniew Stolarek, Ewa Szumańska, Melchior Wańkowicz, Lucjan Wolanowski, Janusz Wolniewicz, Stanisław Zieliński).
Inne książkowe serie reporterskie, ukazujące się po II wojnie światowej, to m.in. „Biblioteka - Kraje Ludzie Obyczaje” (Wiedza Powszechna), „Biblioteka Literatury Faktu” (seria wspólna, kilku wydawców), „Biblioteka przygód i podróży” (Wiedza Powszechna), „Łowcy sensacji” (Wyd. „Iskry”), „Przygody Podróże” (Wydawnictwo Ministerstwa Obrony Narodowej), „Świat się zmienia” (Wyd. „Iskry”), „Z reporterskich wędrówek” (Krajowa Agencja Wydawnicza), czy „Z żaglem” (Spółdzielnia Wydawnicza „Czytelnik”). Popularnością cieszyły się również dziennikarskie cykle wydawnicze książek poświęconych tematyce morskiej, m.in. „Człowiek na morzu” (Krajowa Agencja Wydawnicza), „Miniatury Morskie” (Wydawnictwo Morskie), czy „Sławni Żeglarze” (Wydawnictwo Morskie, tu m.in. wspomnienia Leonida Teligi pt. Samotny rejs „Opty”).
Wydawano także reprezentatywne antologie polskiego reportażu, m.in.: Wejście w kraj. Wybór reportaży z lat 1944-1964 (t. I/II; wybrał i opracował Zbigniew Stolarek; Państwowe Wydawnictwo Iskry 1964, 1967), Spotkania z Polską. Zbiór opowiadań i reportaży (oprac. Stanisław Aleksandrzak i Marian Brandys; Państwowe Zakłady Wydawnictw Szkolnych 1968), A to Polska właśnie. Wybór reportaży z lat 1944-1969 (wybór i opracowanie Stefan Kozicki, Kazimierz Koźniewski i Barbara Seidler; Spółdzielnia Wydawnicza „Czytelnik” 1969), Tu zaszła zmiana (autor wyboru Krystyna Goldbergowa; Instytut Wydawniczy „Nasza Księgarnia” 1975), Klucze do zdarzeń. Wybór reportaży z Polski i o Polsce (wybór i opracowanie Krystyna Goldbergowa i Zbigniew Stolarek; Państwowe Wydawnictwo Iskry 1976), Losy nie wymyślone (wybór i opracowanie Krystyna Goldbergowa; Państwowe Wydawnictwo Iskry 1980). Przez wiele lat ukazywał się również periodyk pt. „Ekspres Reporterów” (wyd. Krajowa Agencja Wydawnicza).
Z kolejnego, młodszego pokolenia reporterskiego (urodzonego w latach 30. i 40. XX w.) należy wymienić: Wojciecha Adamieckiego (1934–2007), Wojciecha Giełżyńskiego (1930–2015), Hannę Krall (ur. 1935), Krzysztofa Mroziewicza (ur. 1945), Małgorzatę Szejnert (ur. 1936), Teresę Torańską (1944–2013) i Ryszarda Kapuścińskiego (1932–2007) – wieloletniego korespondenta PAP w Azji, Afryce i Ameryce Łacińskiej, autora głośnych książek reportażowych: Chrystus z karabinem na ramieniu, wojna futbolowa, Cesarz oraz Imperium. Kapuściński pokusił się o dokonanie zapisu przełomowego wydarzenia schyłku XX w. – upadku systemu komunistycznego w Rosji i bolesnego procesu transformacji mentalności „człowieka radzieckiego” (homo sovieticus).
Najmłodsze pokolenie reporterów, to dziennikarze zgromadzeni przeważnie (w różnym okresie) wokół „Gazety Wyborczej”: Anna Fostakowska, Magdalena Grochowska, Magdalena Grzebałkowska, Wojciech Jagielski, Jacek Hugo-Bader, Rafał Kalukin, Michał Matys, Irena Morawska, Włodzimierz Nowak, Lidia Ostałowska, Beata Pawlak, Monika Piątkowska, Paweł Smoleński, Katarzyna Surmiak-Domańska, Witold Szabłowski, Mariusz Szczygieł, Artur Domosławski czy Wojciech Tochman.
We współczesnym reportażu istnieją dwie tendencje – dziennikarstwo śledcze oraz tzw. human interest journalism. Reportaże podróżnicze natomiast są efektem wielu wypraw autora książek Wojciecha Cejrowskiego.